# Zabbix
Zabbix 是由 Alexei Vladishev 開發的一種網路監視、管理系統，基於 Server-Client 架構。可用於監視各種網路服務、伺服器和網路機器等狀態。
Zabbix 使用 MySQL、PostgreSQL、SQLite、Oracle 或 IBM DB2 儲存資料。Server 端基於 C語言、Web 前端則是基於 PHP 所製作的。Zabbix 可以使用多種方式監視。可以只使用 Simple Check 不需要安裝 Client 端，亦可基於 SMTP 或 HTTP 等各種協定做死活監視。在客戶端如 UNIX、Windows 中安裝 Zabbix Agent 之後，可監視 CPU 負荷、網路使用狀況、硬碟容量等各種狀態。而就算沒有安裝 Agent 在監視對象中，Zabbix 也可以經由 SNMP、TCP、ICMP檢查，以及利用 IPMI、SSH、telnet 對目標進行監視。另外，Zabbix 包含 XMPP 等各種 Item 警示功能。 
Zabbix 使用 GPLv2 授权，可以免费商业使用。

## 歷史
Zabbix 的開發始於1998年，本來是用於公司內部監視。2001 年以 GPL 的授權方式公開 原始程式碼。於 3 年後的 2004 年公開最初的稳定版本 1.0。
| Release簡歷         | Release簡歷                                                |
| Date                | Release                                                    |
| Zabbix 1.0          | Zabbix 1.0                                                 |
| ------------------- | ---------------------------------------------------------- |
| 1998 年             | Alexei Vladishev 因應某間銀行的內部專案，著手開發 Zabbix。 |
| 2001 年 4 月 7 日   | Zabbix 1.0 Alpha 1，以 GPLv2 授權公開                      |
| 2004 年 3 月 23 日  | Zabbix 1.0 穩定版 Release                                  |
| Zabbix 1.1          |                                                            |
| 2006 年 2 月 6 日   | Zabbix 1.1 release                                         |
| Zabbix 1.4          |                                                            |
| 2007 年 3 月 29 日  | Zabbix 1.4 release                                         |
| Zabbix 1.6          |                                                            |
| 2008 年 9 月 11 日  | Zabbix 1.6 release                                         |
| Zabbix 1.8          |                                                            |
| 2009 年 12 月 7 日  | Zabbix 1.8 release                                         |
| Zabbix 2.0          |                                                            |
| 2012 年 5 月 21 日  | Zabbix 2.0 release                                         |
| 2013 年 11 月 12 日 | Zabbix 2.2 release                                         |
| 2014 年 9 月 11 日  | Zabbix 2.4 release                                         |
| 2017 年 9 月 14日   | ZABBIX 3.2.8rc1                                            |
| 2018 年 8 月 28 日  | ZABBIX 4.0.0beta1                                          |
| 2018 年 10 月 22 日 | ZABBIX 4.0.1rc1                                            |

## 開發
主要是由 Alexei Vladishev 所設立的 Zabbix SIA 做開發與維護。

### 系統構成
Zabbix 系統由以下各種獨立的模組組成。
- Zabbix Servers
- Zabbix Agent
- Zabbix Frontend
- Zabbix Proxy (非必要)

Server 端與 Agent 端是以C语言開發，Frontend 端是以 PHP 及 Javascript 構成。

## 同類軟體比較
- 網路監視軟體比較

## 關聯項目
- Zabbix 安裝 （页面存档备份，存于）
- Zabbix Partners （页面存档备份，存于）

### 第三方函式庫及工具
- Zabbix 第三方工具列表。
- Zabbix monitor Apache （页面存档备份，存于） - 用 Zabbix 監視 Apache 的方法。
- Zabbix JMX （页面存档备份，存于） - 利用 Zabbix，透過 JMX 對 Java 服務做監視的 Item 設定方法 (2.0以上,非第三方,需安裝 zabbix_java)。
- MySQLBix （页面存档备份，存于） 用 Zabbix 監視 MySQL 的方法。
- MySQL-Performance-Monitor （页面存档备份，存于） - 用 Zabbix 監視 MySQL 效能的方法。

#### API與工具
- Ruby library - for Zabbix API.
- PHP library - for Zabbix API.
- Python library （页面存档备份，存于） - for Zabbix API.
- Perl library （页面存档备份，存于） - for Zabbix API.
- Zabcon - 使用 zbxapi 的函式庫做出來的 CLI 工具 (面向Ruby)。

#### Android
- Mobbix - Android 專用的 Zabbix Client 端。
- Zabbix Triggers Widget - Android 專用的Zabbix Client 端。
- Zabbkit （页面存档备份，存于） - Android 專用的 Zabbix Client 端。

#### iPhone
- Mozaby （页面存档备份，存于） - iPhone 專用 Zabbix Client 端。
- Zabbkit （页面存档备份，存于） - iPhone 專用 Zabbix Client 端。
- MobileOp （页面存档备份，存于） - iPhone 專用 Zabbix Client 端。

#### Windows Phone
- Zabbkit （页面存档备份，存于） - Windows Phone 專用 Zabbix Client 端。

## 延伸閱讀
英語:
- (2014) Mastering Zabbix （页面存档备份，存于） - Packt Publishing ISBN 1783283491
- (2010) Zabbix 1.8 Network Monitoring （页面存档备份，存于） - Packt Publishing ISBN 978-1-847197-68-9

日文:
- (2014) Zabbix統合監視徹底活用 ~複雑化・大規模化するインフラの一元管理[永久] - Software Design plus ISBN 978-4774162881
- (2010) Zabbix統合監視「実践」入門 ~障害通知、傾向分析、可視化による省力運用 - - Software Design plus ISBN 978-4774142135

## 外部連結
- Zabbix forum （页面存档备份，存于） - 提供英語，西班牙語，法語，義大利語等各種語言的資料。
- Zabbix wiki - Zabbix 專用 wiki。
- 商用版本服務 （页面存档备份，存于） - 對 Zabbix 商用版本提供的各種服務。
- ZabbixZone （页面存档备份，存于） - Zabbix 進階使用者的專用討論版。
- Zabbix Online Demo （页面存档备份，存于） - 官方提供的 DEMO 頁面-點選 "Login as Guest" 可檢視。